# (29242) 1992 HB4
1992 إتش بي 4 (ويعرف أيضًا باسم (29242) 1992 إتش بي 4 وفق تسمية الكوكب الصغير) (بالإنجليزية: 1992 HB4)‏ هو كويكب ضمن حزام الكويكبات؛ وترتيبه 29242 من حيث الاكتشاف.
اكتُشف هذا الجُرم الفلكي بواسطة إيريك والتر إلست في 23 أبريل 1992.

## وصلات خارجية
- (29242) 1992 HB4 في قاعدة بيانات مختبر الدفع النفاث لأجرام النظام الشمسي الصغيرة

- الاكتشاف · مخطط المدار ·  العناصر المدارية · المعلمات المادية

- (29242) 1992 HB4 على موقع ويكي سكاي: DSS2, SDSS, GALEX, IRAS, Hydrogen α, X-Ray, Astrophoto, Sky Map, Articles and images